# Portal: Prelude
Portal: Prelude — модификация  компьютерной игры Portal. Разработка этой модификации была начата в январе 2008 года, но держалась в секрете до сентября. Выпуск был приурочен к первой годовщине выхода The Orange Box — сборника, в составе которого был выпущен Portal. Сюжет модификации повествует о событиях, предшествующих событиям оригинального Portal и запуска GLaDOS, когда за испытуемыми следили ещё живые люди.
В настоящий момент создатели больше не поддерживают проект.
Игру нельзя запустить, если у вас в Steam есть Portal, приобретенный бесплатно 12 — 24 мая 2010 года, но нет купленных игр на движке Source (то есть нет Source SDK).

## Игровой процесс

10-я тестовая камера игры, в которой присутствуют поля искажения гравитации.

Игровой процесс практически полностью аналогичен Portal — игрок, используя переносное устройство создания порталов, решает головоломки, продвигаясь сквозь исследовательский центр Aperture Science. Главной героине предстоит пройти 19 тестовых камер, за которыми последует ряд испытаний в «закулисье» Aperture Science. В 18-й тестовой камере присутствует Куб-компаньон, который, как и в оригинальном Portal, необходим для решения головоломки. Эбби также побывает в некоторых областях центра, в которых в своё время окажется Челл, однако прохождение этих областей отличается от соответствующих задач оригинального Portal.
В Portal: Prelude некоторые камеры разделены не так категорично, как в Portal: к примеру, игрок может вернуться в 18-ю комнату за Кубом из 19-й комнаты, если он не взял его (прохождение допускает это). Также разработчики изменили механизм открытия некоторых дверей, которые теперь открываются автоматически, если игрок окажется рядом, в отличие от дверей Portal, которые открываются, если игрок выполнил задачу.
Из нововведений в игровую механику стоит отметить поля искажения гравитации, «подавляющие поля» и модифицированные поля анти-экспроприации.
Поля искажения гравитации используются в 10-й и 15-й тестовых камерах. Однако, данный эффект используется очень поверхностно, и служит скорее для придания игре разнообразия, поскольку искажение гравитации действует только на предметы, но не затрагивают саму героиню.
«Подавляющие поля» представляют собой смертоносные поля частиц, работающие с определённым интервалом. Попадающие в поле живые существа мгновенно аннигилируются, как и при соприкосновении с энергетической сферой. Появляются в тестовых камерах «07», «08», «09», «15».
Модифицированные поля анти-экспроприации представляют собой поля частиц, подобные полям анти-экспроприации, но, в отличие от них, не дезинтегрируют проносимое лабораторное оборудование, такое как экспериментальные грузовые кубы, сферы, видеокамеры, турели и предметы, не имеющие отношения к эксперименту. Но закрывают все порталы, открытые игроком. Модифицированные поля анти-экспроприации внешне от обычных отличаются зелёным свечением частиц. Появляются в тестовой камере «15», а также в конце камеры «18».
Во многих местах игра изобилует решениями, которые требуют от игрока в большей степени скорости, чем смекалки. В целом Portal: Prelude более требователен к реакции игрока, при этом затрагивая только основные приёмы обращения с порталами.
Разработчики утверждают, что хотели сделать свою игру похожей на оригинал, но значительно сложнее, в интересах тех игроков, которые уже многократно прошли Portal, но не потеряли интерес к игре и её вселенной.

Интересно то, что в Portal 2 изначально планировалась предыстория

## Сюжет
2001 год. Эбби приходит в себя в 00 испытательной камере учёных. За её приключениями следит не GLaDOS, а живые люди: одни — садисты, работающие в лаборатории ради очередного «жмурика», другие сочувствуют ей и даже дают подсказки, несмотря на инструкции, третьи «тянут свою лямку», не видя в работе ни отдачи, ни конца. После того, как Эбби проходит все испытательные камеры, она попадает на тот самый праздник с тортиком, а потом ей предлагают поучаствовать в запуске GLaDOS, которого так ожидали все учёные. Правда, они так сильно поторопились, что решили запустить GLaDOS без модуля морали, так как тот ещё не был доделан, что и сыграло роковую роль.
Сразу же после запуска GLaDOS сходит с ума, убивая большинство сотрудников лаборатории, но Эбби удаётся выжить, несмотря на попытки GLaDOS её убить. В конце концов Эбби по подсказкам Майка находит портальное устройство, которое создает только один портал. Но ей удается найти двойное устройство и подключить к GLaDOS незаконченный «модуль моральных принципов». GLaDOS включает распылитель нейротоксинов, которые, судя по мониторам, должны были убить её через 1 минуту 30 секунд и очень сильно отшвыривает героиню, но учёный в противогазе успевает вытащить Эбби на поверхность.
После титров показывается ролик, где Эбби пытается дойти до ворот Aperture Science, но падает на пути. Свой последний взгляд она бросает на охранную будку, откуда за ней наблюдает G-Man.

## Разработка
Разработку модификации вели три французских энтузиаста: Николя «NykO18» Гревет, Джереми «Capitaine Mousse» Барб и Марк «Moroes» Бидоул.
Изначально модификация задумывалась как простой набор карт, но разработчики решили, что это было бы пустой тратой времени. Поэтому решено было создать сюжетную составляющую, придумать и озвучить диалоги.
Все реплики (за исключением нескольких реплик GLaDOS, взятых из исходной игры) озвучены синтезатором речи.

### Portal: Prelude RTX
18 июня 2023 состоялся релиз ремастера игры, в котором была добавлена поддержка трассировки лучей и технологии DLSS 3.0. Разработкой ремастера занималась NVIDIA Lightspeed Studios, которая годом раннее разработала ремастер первой части, а также ответственная за портирование игр Valve на NVIDIA Shield. Как и для ремастера первой части, для запуска этого продукта требуется наличие оригинальной версии.